# Empire Sandy
L’Empire Sandy est une goélette à trois mâts, construite en 1943, au Royaume-Uni pour servir de bateau de sauvetage pour la Royal Navy durant la Bataille de l'Atlantique.
Elle sert, depuis 1982, comme navire de croisière sur les Grands Lacs canadiens.

## Histoire
Au cours de la Seconde Guerre mondiale, le gouvernement britannique, en plus des réquisitions, a fait construire de nombreux navires pour le service de guerre. Chacun de ces navires portent le nom de Empire ship.
L’Empire Sandy est le dernier encore en service. Il a été mis en service  le 14 juillet 1943 et fut l'un des huit sister-ships de classe Larch, classe servant comme remorqueur de haute-mer. Ils ont été équipés avec des réserves supplémentaires de carburant pour sillonner l'Atlantique Nord. Ils étaient armés de canons antiaériens servis par quatre artilleurs de la Royal Navy. 
L’Empire Sandy servit dans l'Atlantique Nord, la Méditerranée et l'océan Indien. Après 1945 il fut vendu et rebaptisé Ashford pour servir comme navire de sauvetage autour du Royaume-Uni. 
En 1950, l’Ashford a été vendu au Canada sur la région des Grands Lacs à la Paper Company à Thunder Bay, en Ontario, et a été rebaptisé M. Chris. Durant plus de 20 ans, le M. Chris sert de remorqueur pour les radeaux à bois sur le lac Supérieur. Devenu non rentable, il est finalement vendu pour la ferraille  à Hamilton (Ontario). 
Trois jours avant son démantèlement définitif, Norm Rogers, fondateur de Nautical Adventures Co., le rachète pour réaliser son rêve de créer un authentique voilier du XIXe siècle.  L'ensemble du bateau est reconstruit dans le style d'un trois mâts goélette des années 1800. 
Il est rebaptisé Empire Sandy par la société de tourisme de Toronto qui l'exploite
sur le Lac Ontario, Lac Érié et sur le fleuve Saint-Laurent.

Au cours de l'hiver, il se rend dans les Caraïbes. 
Il est certifié pour transporter 275 passagers.